# Liste der Provinzialstraßen in der Provinz Zuid-Holland
Die Liste der Provinzialstraßen in der Provinz Südholland ist eine Auflistung der Provinzialstraßen (niederländisch: provinciale wegen) in der niederländischen Provinz Zuid-Holland.
Die Provinzialstraßen tragen eine N-Nummer. Es gibt aber auch nicht gekennzeichnete Provinzialstraßen. Bei den mit einer N-Nummer versehenen Provinzialstraßen werden zwei Klassen unterschieden. Die Provinzialstraßen erster Ordnung tragen in Zuid-Holland dreistellige N-Nummern, die mit der Ziffer 2 beginnen, diejenigen zweiter Ordnung beginnen in Zuid-Holland mit der Ziffer 4.
Die erlaubte Höchstgeschwindigkeit beträgt innerhalb geschlossener Ortschaften 50 km/h. Außerhalb geschlossener Ortschaften beträgt sie in der Regel 80 km/h.

## Provinzialstraßen erster Ordnung
Der Straßenverlauf wird in der Regel von Nord nach Süd und von West nach Ost angegeben.
| Nr.   | Verlauf |
| ----- | --- |
| N 206 | (N 206 in der Provinz Noord-Holland) – Provinzgrenze – ohne Ort, ohne Abzweig einer klassifizierten Straße – Provinzgrenze – (N 206 in der Provinz Noord-Holland) – Provinzgrenze – De Zilk – N 442 – Ruigenhoek – Noordwijkerhout – N 443 – N 444 – Noordwijk – N 449 – Katwijk – N 441 – Valkenburg – Leiden – N 447 – – Zoeterwoude-Dorp – Stompwijk – Zoetermeer |
| N 207 | N 208 in Hillegom – Provinzgrenze – (N 207 in der Provinz Noord-Holland) – Provinzgrenze – Leimuiden – Woudse Dijk – N 446 – Alphen aan den Rijn – N 460 – N 231 – – Boskoop – Waddinxveen – N 452 – N 454 – Gouda – N 456 – N 228 – Stolwijk – N 210 in Bergambacht                                                                                                 |
| N 208 | (N 208 in der Provinz Noord-Holland) – Provinzgrenze – Hillegom – N 442 – N 207 – Lisse – N 443 – |
| N 209 | in Hazerswoude-Rijndijk – Hazerswoude-Dorp – N 455 – Benthuizen – Zoetermeer – Bleiswijk – Bergschenhoek – N 471 – Flughafen Rotterdam – / in Rotterdam |
| N 210 | – N 219 – Krimpen aan den IJssel – N 474 – Krimpenerhout – N 477 – N 475 – N 476 – N 207 – N 478 – Bergambacht – Schoonhoven – N 216 – Provinzgrenze – (N 210 in der Provinz Utrecht) |
| N 211 | N 223 in Hoek van Holland – ’s-Gravenzande – N 220 – Monster – N 465 – Poeldijk – N 464 – Den Haag – / – N 464 – – Wateringen – N 466 – N 222 – in Den Hoorn |
| N 213 | N 211 in Poeldijk – Honselersdijk – Naaldwijk – N 222 – N 467 – /N 223 |
| N 214 | / in Papendrecht – N 481 – N 482 – N 216 – Noordeloos – |
| N 215 | in Stellendam – Melissant – Dirksland – Middelharnis – Nieuwe Tonge – N 498 – in Oude Tonge |
| N 216 | N 210 in Schoonhoven – Fähre über den Lek – Nieuwpoort – Goudriaan – N 214 – Schelluinen – in Gorinchem |
| N 217 | Nieuw-Beijerland – Oud-Beijerland – Heinenoord – – N 489 – Maasdam – N 491 – ’s-Gravendeel – / in Dordrecht |
| N 218 | in Oostvoorne – N 496 – Brielle – – Zwartewaal – N 494 – Heenvliet – Geervliet – Spijkenisse – N 493 – in Rozenburg |
| N 219 | N 453 – – Zevenhuizen – – Nieuwerkerk aan den IJssel – N 210 in Capelle aan den IJssel |
| N 220 | N 211 in ’s-Gravenzande – N 467 – Heenweg – N 223 – in Maasdijk |
| N 222 | N 213 in Naaldwijk – N 466 – N 211 in Wateringen |
| N 223 | N 211 in Hoek van Holland – Maasdijk – N 220 – /N 213 – De Lier – – Delft |
| N 228 | N 207 in Gouda – Haastrecht – Provinzgrenze – (N 228 in der Provinz Utrecht) |
| N 231 | (N 231 in der Provinz Noord-Holland) – Provinzgrenze – Vrouwenakker – Blokland – Nieuwveen – N 462 – Nieuwkoop – N 463 – Aarlanderveen – N 207 in Alphen aan den Rijn |

## Provinzialstraßen zweiter Ordnung
Der Straßenverlauf wird in der Regel von Nord nach Süd und von West nach Ost angegeben.
Die in Kursivschrift angegebenen Strecken sind ehemalige Provinzialstraßen.
| Nr.   | Verlauf                                                                                                |
| ----- | --- |
| N 439 | Honselersdijk – N 466 in Honselersdijk                                                                 |
| N 440 | / in Den Haag –                                                                                        |
| N 441 | N 206 in Katwijk – Rijksdorp – in Wassenaar                                                            |
| N 442 | N 206 in De Zilk – N 208 in Hillegom                                                                   |
| N 443 | Leeuwenhorst – N 206 – N 450 – N 208 in Sassenheim                                                     |
| N 444 | Noordwijk – N 206 – Voorhout – N 450 – – Oegstgeest – N 445 in Leiden                                  |
| N 445 | N 444 in Leiden – Leiderdorp – N 446 – Rijpwetering – in Nieuwe Wetering                               |
| N 446 | N 445 in Leiderdorp – – Hoogmade – Woubrugge – N 207 – Ter Aar – N 461 – N 460                         |
| N 447 | N 206 in Leiden – Voorschoten – N 448 – in Leidschendam                                                |
| N 448 | in Wassenaar – N 447 in Voorschoten                                                                    |
| N 449 | N 206 in ’s-Gravendijk – Rijnsburg – in Oegstgeest                                                     |
| N 450 | N 443 – N 444 in Voorhout                                                                              |
| N 451 | Noordwijk – N 206                                                                                      |
| N 452 | N 207 in Waddinxveen – Gouda                                                                           |
| N 453 | N 219 – N 456 – Waddinxveen                                                                            |
| N 454 | Waddinxveen – N 207                                                                                    |
| N 455 | N 209 – Snijdelwijk – Waddinxveen                                                                      |
| N 456 | N 453 –                                                                                                |
| N 458 | in Bodegraven – Noordzijde – Weijland – Nieuwerbrug – Provinzgrenze – (N 458 in der Provinz Utrecht)   |
| N 459 | in Bodegraven – Reeuwijk – Gouda                                                                       |
| N 460 | N 446 in Ter Aar – N 207 in Alphen aan den Rijn                                                        |
| N 461 | N 462 in Papendrecht – N 446 in Ter Aar                                                                |
| N 462 | N 461 in Papendrecht – N 231 in Nieuwveen                                                              |
| N 463 | N 231 in Nieuwkoop – Noordsebuurt – Woerdense Verlaat – Provinzgrenze – (N 463 in der Provinz Utrecht) |
| N 464 | N 211/N 213 in Poeldijk – N 211/ in Den Haag                                                           |
| N 465 | N 211 in Monster – N 213 in Naaldwijk                                                                  |
| N 466 | N 467 in Naaldwijk – N 213 – N 222 – Honselersdijk – N 439 – Kwintsheul – N 211 in Wateringen          |
| N 467 | N 220 in ’s-Gravenzande – Naaldwijk – N 466 – N 213 in De Lier                                         |
| N 468 | N 223 in Den Hoorn – – Schipluiden – Maasland – in Maassluis                                           |
| N 469 | / in Leidschenveen – N 206 in Zoetermeer                                                               |
| N 470 | in Delft – Delfgauw – Pijnacker – N 471 – in Zoetermeer                                                |
| N 471 | N 472 – Berkel – Rodenrijs – N 209 – in Rotterdam                                                      |
| N 472 | N 473 in Pijnacker – N 470 – N 471 – Berkel – N 209 in Bergschenhoek                                   |
| N 473 | Delft – Delfgauw – N 472 in Pijnacker                                                                  |
| N 474 | Krimpen aan den IJssel – N 210                                                                         |
| N 475 | Ouderkerk aan den IJssel – N 210                                                                       |
| N 476 | N 210 – Lekkerkerk                                                                                     |
| N 477 | N 210 – Krimpen aan de Lek                                                                             |
| N 478 | N 207/N 210 in Bergambacht – Bergstoep – Fähre über den Lek                                            |
| N 479 | Fähre über den Lek – N 480                                                                             |
| N 480 | N 481 – N 479                                                                                          |
| N 481 | N 480 – N 214                                                                                          |
| N 482 | Bleeskensgraaf – N 214 – Sliedrecht                                                                    |
| N 487 | – N 488 – Middelsluis – N 491 in Strijen                                                               |
| N 488 | N 489 in Greup – Klaaswaal – N 487 in Middelsluis                                                      |
| N 489 | N 488 in Greup – Westmaas – Mijnsheerenland – N 217                                                    |
| N 490 | Puttershoek – N 217 in Maasdam                                                                         |
| N 491 | N 217 in Maasdam – N 487 in Strijen                                                                    |
| N 492 | N 493 in Spijkenisse – Hoogvliet – Portugaal – Rhoon –                                                 |
| N 493 | N 218 in Spijkenisse – N 492 in Spijkenisse                                                            |
| N 494 | N 495 in Hellevoetsluis – N 218                                                                        |
| N 495 | – N 494 in Hellevoetsluis                                                                              |
| N 496 | N 218 in Oostvoorne – Rockanje-Nordost –                                                               |
| N 497 | – Hellevoetsluis                                                                                       |
| N 498 | N 215 – Oude Tonge –                                                                                   |
| N 830 | in Gorinchem – Dalem – Provinzgrenze – (N 830 in der Provinz Gelderland)                               |